# オクテット則
オクテット則（オクテットそく、英語: Octet rule）は原子の最外殻電子の数が8個あると化合物やイオンが安定に存在するという経験則。オクテット説（-せつ）、八隅説（はちぐうせつ）ともいう。
第二周期の元素や第三周期のアルカリ金属、アルカリ土類金属までにしか適用できないが、多くの有機化合物に適用できる便利な規則である（→18電子則）。ただし、カルボカチオンや無機化合物を中心とする多くの例外も存在する。

## 歴史
1916年にワルター・コッセルはボーアの原子模型を元に、貴ガス原子と同じ最外殻電子が8個の状態が化学的に安定であり、原子はこの電子配置を持とうとしてイオン化するという説を提唱した。
同じ年にギルバート・ルイスはコッセルとは独立に最外殻電子は原子核を中心とする立方体の8つの頂点（オクテットまたは八隅子（はちぐうし））を1つずつ占めようとすると提唱した（実際には1902年にすでにこの考えを示していたという）。そしてその頂点に占める電子の数で原子の化学的性質が決まるとし、周期律を説明した。また、コッセルと同様にすべての頂点に電子がある場合には貴ガス原子と同様に原子は化学的に安定となるとした。さらにルイスは、この説を用いて共有結合の説明をした。単結合を作ろうとする2つの原子は立方体の1つの辺を共有し、その両端の頂点にある電子も共有する。二重結合の場合は1つの面を共有し、その頂点の4つの電子を共有する。このようにしてメタンの正四面体構造を説明することも可能である。一方でこの説では三重結合の結合の説明が困難であることや単結合が自由に回転できることを説明できないことも述べている。オクテット説はボーアの原子模型の電子が円運動をしているとする仮定と矛盾しており、ルイスはこのことからボーアの考えに否定的であった。
1919年にアーヴィング・ラングミュアは、ルイスの考えに立脚して四面体型の対称性を持つ新しい原子模型を提唱した。
ルイスの考えた立方体型の電子の配置やラングミュアの考えた四面体対称の原子はパウリの排他原理を元にさまざまな化学結合を簡単に矛盾なく説明できる。20世紀に発展した量子力学の詳細な理解とは対照的に直感的な理解をすることができる。その結果、直感的な化学結合論は電子の混成軌道や量子力学を用いた分子軌道などの理論的扱いにも取り入れられている。